# 스타디움 974
스타디움 974(아랍어: استاد ٩٧٤, 옛 이름: '라스 아부 아부드 스타디움')는 카타르 도하에 있는 축구 경기장이다.
도하 하마드 국제공항 북서쪽의 해안가에 있다. 2022년 FIFA 월드컵 경기장 중 하나로, 컨테이너 974개를 올려서 만들었다. 아랍에미리트와 시리아의 2021년 FIFA 아랍컵 B조 조별리그 1차전에서 공식 개장 경기가 열렸다.
2021년 FIFA 아랍컵과 2022년 FIFA 월드컵 시즌에만 이용되는 임시 경기장으로 계획하여 조립식으로 건설했다. 다른 경기장과 달리 그라운드에 공조 시설이 없는 대신 경기장 바로 옆이 해안가라서 자연풍을 이용했고, 대한민국의 대구iM뱅크PARK처럼 관중석 바닥이 금속제로 되어 있다.
당초 월드컵 직후 해체 예정이었으며, 이전에 경기장이 보유하고 있던 부지는 해안 개발로 대체되었다. 그러나 철거 계획과 달리 2024년 12월 현재도 경기장은 원래 자리에 남아 있다. 월드컵 이후 2023년 AFC 아시안컵 당시에는 이용되지 않았지만 2024년 FIFA 인터컨티넨털컵에서 사용되었으며, 트로페 데 샹피옹 2024의 경기장으로 사용될 예정이다.
스타디움 974는 FIFA 월드컵 역사상 처음으로 계획된 임시 경기장이다.

## 경기장 이름 유래
처음에 본 경기장의 이름은 '라스 아부 아부드 스타디움'으로 발표되었다가, 2021년 11월 20일에 공식 명칭이 '스타디움 974'로 변경되었다. 여기에서 974는 카타르의 국제전화 국가 번호인 +974를 의미하며, 컨테이너 974개를 올려서 만들었다.